# Berberidoideae
Sous-famille
Les Berberidoideae sont une sous-famille de plantes à fleurs dicotylédones de la famille des Berberidaceae. 
Le genre type est Berberis L.

## Liste des sous-taxons
- Tribu : Berberideae
  - Sous-tribu : Berberidinae
    - Genres : Berberis - Mahonia - Ranzania

  - Sous-tribu : Epimediinae
    - Genres : Achlys - Bongardia - Diphylleia - Dysosma - Epimedium - Jeffersonia - Plagiorhegma - Podophyllum - Sinopodophyllum - Vancouveria
- Tribu : Leonticeae
  - Genres : Caulophyllum - Leontice - Gymnospermium

## Publication originale
- (en) Eaton A., 1836. Eatons’ Botanical Grammar and Dictionary, modernized down to 1836: published for a companion of Steeles’s seventh edition of the Manual of Botany. Ed. 4. Albany: O. Steele. 125 pp.